# Роза Меј Билингхерст
Роза Меј Билингхерст (31. мај 1875 — 29. јул 1953) била је британска сифражеткиња и активисткиња за права жена. У народу је била позната као "инвалид сифражеткиња" док је водила кампању у трициклу.

## Младост
Рођена је 1875. у Левишаму, у Лондону, као друго од деветоро деце Розе Ен (Бринсмед) Билингхерст и Хенрија Фарнкомба Билингхерста. Њена мајка је потицала из породице која је производила клавире, а њен отац је био банкар.
Као дете преживела је дечију парализу, због чега није могла да хода. Носила је помагала за ноге и користила штаке или модификовани трицикл. Постала је активна у социјалном раду у радној кући у Гриничу, предавала је у недељној школи и придружила се умереној добротворној организацији Band of Hope.

## Политика
Била је активна чланица Либералног удружења жена (од којих се петнаест удружило 1887. да би постало Либерална федерација жена која је на крају нарасла до 942 придружена удружења), а касније, 1907, чланица Женске друштвене и политичке уније (Унија). Учествовала је у маршу Уније до Ројал Алберт Хола у јуну 1908. Билингхерст је помогала у организовању одговора ове Уније на допунским изборима у Хагерстону у јулу 1908, анкетирање је било на дан када су двадесет четири сифражеткиње пуштене из затвора Холовеј и обилазиле су област да би „задржале либерала подаље“. Године 1909. Ени Барнс је претпоставила да је она била особа у инвалидским колицима која је виђена како одвлачи пажњу полицијског коња, која се смејала док је друга жена ометала јахача. Пао је у коњско корито. Особа која се налазила у инвалидским колицима је била ухапшена и грубо убачена у полицијско возило које је чекало.
Две године касније, она је основала Гринич огранак Уније. Као њен први секретар учествовала је у демонстрацијама "Црни петак" 1910. Могла је да присуствује јер је користила прилагођени трицикл. Ухапшена је након што ју је полиција преврнула са трицикла. Билингхерст је знала да је била беспомоћна када се то догодило, али је била прилично спремна да искористи додатни публицитет у корист права гласа. Полиција је једном искористила њен инвалидитет остављајући је у споредној улици након што јој је испустила гуме и гурнула вентиле у џеп.
Билингхерст је успела да се приближи Доњем дому још једном приликом 1911. године, када је полиција мислила да је боље да нападне њен трицикл са транспарентом „Гласови за жене“ током навале.{ Сматра се да је била једна од сифражеткиња која је избегла попис из 1911. у ноћи на недељу 2. априла 1911, као одговор на позиве сифражеткиња на бојкот.
Билингхерст је стављала своје штаке на обе стране свог трицикла. У наредних неколико година хапшена је још неколико пута.
Сифражеткиња Џени Алан, очигледно је радила у партнерству са Билингхерстовом током кампање разбијања прозора у марту 1912, при чему је Билингхерст очигледно скривала залихе камења испод ћебета који је прекривао њена колена. Билингхерст је први пут боравила у затвору Холовеј зато што је разбила прозор у улици Хенријета током ове кампање, због чега је осуђена на једномесечни принудни рад. Затворске власти биле су збуњене у вези са њеном казном на једномесечни принудни рад и нису јој давале никакав додатни рад. Са њом су се спријатељили многи други затвореници, укључујући др Алис Стјуарт Кер, која јој је, када је Билингхерст пуштена, дала да прокријумчари писмо својој ћерки.
Дана 8. јануара 1913. суђено јој је у Олд Бејлију и осуђена на осам месеци затвора Холовеј због оштећења писама у поштанском сандучету. Билингхерст се сама заступала на суду како би се изјаснила за право гласа жена. Њена одбрана под називом "Кривица лежи на раменима владе" објављена је у The Suffragette. Након тога је ступила у штрајк глађу и била је присилно храњена заједно са осталим затвореним сифражеткињама које су учествовале у штрајку. Толико се разболела да је пуштена две недеље након што је почело принудно храњење.
Билингхерст је добила медаљу за штрајк глађу "за храброст".
Говорила је на јавном скупу у Вест Хемпстеду у марту 1913. Дана 24. маја везала се ланцима за капију Бакингамске палате, а 14. јуна била је обучена у бело на свом трициклу у погребној поворци Емили Вајлдинг Дејвисон након што је постала мученица за циљ.
Билингхерст је такође учествовала у масовној депутацији сифражеткиња које су поднеле петицију краљу Џорџу V 21. маја 1914. Иако није ухапшена, два полицајца су је намерно избацила из њеног трицикла, а друга сифражеткиња, Шарлот Дрејк, морала је да је врати у њега.
Билингхерст је подржала вођство Кристабел Панкхуерст када су одлучили да дају приоритет рату у односу на кампању за женска права. Помогла је у кампањи Кристабел Панкхерст да буде изабрана у Сметвику 1918. Међутим, придружила се Женској лиги слободе и постала део Suffragette Fellowship. Подржала је филмски фонд за једнаке плате Џил Креги.
Билингхерст је прекинула своју активност за бирачко право жена након што је Закон о квалификацији жена из 1918. дао неким женама право гласа. Касније је присуствовала сахрани Емелин Панкхерст и откривању Емелине статуе 1930. године.

## Породица
Године 1911. живела је са родитељима у улици 7 Оакхерст роуд, Левишам.
Билингхерст је живела у кући са баштом на својој имовини "Миникои", Санбури, Суреј (тада у Мидлсексу), са усвојеном ћерком, Бет. Бет је написала књигу у којој описује однос са својом усвојитељском мајком. Њен брат је био Алфред Џон Билингхерст, уметник, са којим је живела после 1914.
Умрла је 29. јула 1953. у болници у Твикенхаму препустивши своје тело науци.

## Постхумно признање
Њено име и слика (и слике 58 других присталица права гласа) налазе се на постољу статуе Милисент Фосет на тргу Парламента у Лондону, откривеној 2018.

## Архива
Архива Розе Меј Билингхерст чува се у Женској библиотеци у Библиотеци Лондонске школе економије.